# Natatolana honu
Natatolana honu är en kräftdjursart som beskrevs av Keable 2006. Natatolana honu ingår i släktet Natatolana och familjen Cirolanidae. Inga underarter finns listade i Catalogue of Life.